# Wienerfilharmonikernas nyårskonsert 1953

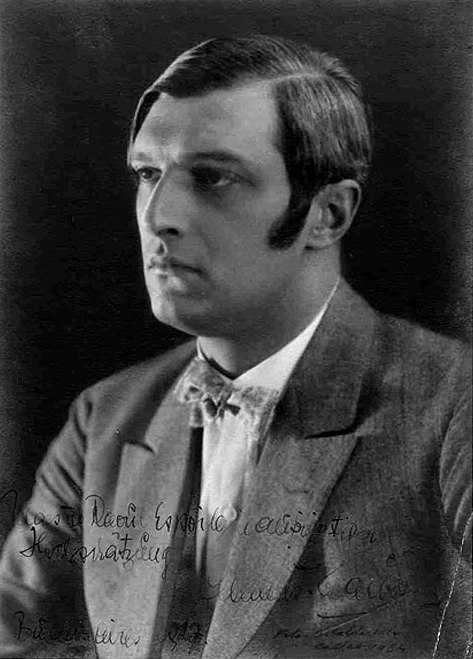
Clemens Krauss (1915).

Wienerfilharmonikernas nyårskonsert 1953 räknas som den 13:e nyårskonserten från Wien och ägde rum den 1 januari 1953 i Wiens Musikverein. Den dirigerades för elfte gången av Clemens Krauss.

## Historia
Strikt räknat var det Wienerfilharmonikernas åttonde nyårskonsert, eftersom det inte var förrän 1946 som Josef Krips introducerade denna titel, som behölls 1947 och därefter. Dessutom var det den 14:e Årsskifteskonserten, för vid årsskiftet 1939/40 gavs det en Außerordentliches Konzert (extraordinär konsert) av Wienerfilharmonikerna, som dock ägde rum på nyårsafton 1939. Från 1941 dirigerades den av Clemens Krauss, med undantag för åren 1946 och 1947 då Krauss förbjöds att dirigera på grund av sin närhet till nazistregimen och ersattes av Josef Krips.

## Program

### Huvudprogram
1. Josef Strauss: Transactionen, vals, op. 184*
2. Josef Strauss: Tag und Nacht, Polka, op. 93*
3. Josef Strauss: Frauenherz, Polka mazur, op. 166*
4. Josef Strauss: Plappermäulchen (Musikalischer Scherz), Polka schnell, op. 245*
5. Johann Strauss den yngre: O schöner Mai!, Walzer, op. 375
6. Johann Strauss den yngre: L'Enfantillage-Polka, Polka française (Zäpperl-Polka), op. 202*
7. Johann Strauss den yngre: Csárdás ur operan Ritter Pásmán, op. 441
8. Johann Strauss den yngre: Banditen-Galopp, op. 378
9. Johann Strauss den yngre: Ouvertyr till operetten Die Fledermaus
10. Johann Strauss den yngre och Josef Strauss: Pizzicato-Polka
11. Johann Strauss den yngre: Vergnügungszug, Polka schnell, op. 281
12. Johann Strauss den yngre: Geschichten aus dem Wienerwald, vals, op. 325

### Extranummer
1. Johann Strauss den yngre: Perpetuum mobile, Musikalischer Scherz, op. 257
2. Johann Strauss den yngre: An der schönen blauen Donau (Walzer), op. 314
3. Johann Strauss den äldre: Radetzkymarsch, op. 228

Verkförteckningen och verkens ordning finns på Wienerfilharmonikernas webbplats.
De verk markerade med * stod för första gången på programmet till en Nyårskonsert.

## Se vidare
- Clemens Krauss, Dirigent
- Wienerfilharmonikerna

## Weblänkar
- Das Programm des Neujahrskonzerts 1953 auf wienerphilharmoniker.at